# 張維洲
張維洲（1983年5月5日—），原名謝維洲，臺灣臺北縣（今新北市）人，曾任臺北市議員，本為前行政院長謝長廷的養子。2018年九合一選舉敗選後，因不適應政壇生活與負債問題，退出政壇，終止了與謝長廷的收養關係，改從生母之姓，改名為張維洲。

## 生平
一歲時被時任臺北市議會議員謝長廷收養，為其養子，1984年謝長廷與其夫人游芳枝已育有謝維芬，但因游芳枝一直想再生一個孩子，才在1984年向三重一戶人家領養養子，當時的維洲只有一歲，被生母託育於乳母家，生母因經濟困難，想要將孩子送養，而當時維洲一看到謝長廷，就伸手要讓謝長廷抱，讓謝長廷覺得和他很投緣，便決定領養他。
國中就讀台北縣瑞芳金瓜石時雨中學初中部，高中就讀於高雄正義中學自然組，不久留學美國繼續高中學業，返臺後進入國立高雄應用科技大學應用外語系，畢業後服兵役時擔任馬祖東引指揮部裝甲步兵連下士。役畢後繼續赴美留學，加利福尼亞州立大學北嶺分校肄業，後就讀於國立中山大學管理學院「國際經營管理碩士班」（IBMBA）。
歸國後曾任立法委員管碧玲助理、立法委員姚文智助理、臺北市議會議員莊瑞雄服務處主任。長期擔任幕僚工作，本無意願參加選舉，直到擔任莊瑞雄服務處主任期間，莊瑞雄欲返回故鄉屏東參選立法委員，因此力勸謝維洲參選臺北市第一選區（士林、北投）議員，延續對選區的服務。2014年，謝維洲以第三名通過民進黨黨內初選，獲得提名，正式參加2014臺北市議員選舉。10月30日與同黨籍候選人顏聖冠組成「顏聖冠謝維洲聯合後援會」，亦為無黨籍市長候選人柯文哲站臺，但養父謝長廷為了避嫌，並未出面幫謝維洲站臺助選。11月29日，謝維洲以兩萬餘票得票當選臺北市議會第十二屆議員。2018年，再度贏得民進黨臺北市議員士林北投區黨內初選，即將再度代表民進黨參加2018年臺北市議員選舉。但受中央執政不力影響，謝維洲以12,272票落選，距當選門檻僅894票，連任失敗。
謝長廷赴日本出任代表後，謝系群龍無首，謝系大將莊瑞雄轉戰屏東，將福利國連線北區辦事處交棒給謝維洲，但也悄悄熄燈關閉，謝長廷曾自嘲，「謝系已經解散了！謝系剩下我一個人」，媒體稱是「開枝散葉」，謝長廷則笑回是「落花流水」。
2019年8月4日，北市政壇謠傳謝維洲因自殺不成而負傷住院，謝長廷立即於臉書發文澄清，否認謝維洲曾經自殺，但他承認謝維洲從政四年來，「性格上完全不適應，又被貼上政二代的標籤，精神一直痛苦不堪，言行跟著扭曲」。2018選舉以些微票數飲恨後改名換姓為張維洲，過著隱姓埋名的生活，努力擺脫與政治的牽連。
張維洲的政壇友人透露，改名換姓後最開心的是不用再被貼上政二代的標籤，可以徹底遠離政治圈，張維洲在和他聊天的過程中，也談到改姓的緣由，強調是生母希望他認祖歸宗，才會跟著生母的姓氏。一位政壇友人說，謝維洲是正派暖男，因為交到壞朋友才導致積欠龐大負債。謝長廷稱，終止收養關係是經過雙方的同意，彼此都有考慮到對方，張維洲想放下「政二代」的沉重負擔，從父子變成朋友關係，目前還保留了彼此的LINE。關於網友批評謝長廷收養謝維洲「是一種投資，不好就切」，謝長廷表示養一個孩子三十幾年，日夜陪伴，擔心他生病、感冒，從投資的觀點來看，這樣並不划算。
2022年8月，2018年議員選舉之落選頭陳賢蔚在時任新黨籍資深議員潘懷宗因案解職後遞補當選，時名為謝維洲的張維洲成為最終之落選頭。

## 問政

### 相關政治議題
北市違法日租套房稽查
2016年10月31日謝維洲在市議會質詢時，提問違法日租套房稽查狀況，臺北市府觀光局長簡余晏表示，最近開出第一張斷水電的罰單，在師大附近、和平東路一段的谷墨商旅，昨寄出掛號信函給業者，要業者必須馬上停業並在十天內提出說明。謝表示稽查員查非法日租套房曠日廢時，為何稽查三次才能斷水斷電，兩次就該斷水電，不需花費這麼多的時間。簡余晏回覆，由於罰單開出，若業者申訴，市府同仁會吃上官司，所以稽查過程要比較周延，但她最近會拜訪觀光局，找出法令遏止這些不肖業者，並再向觀光局與立法系統遊說。
補助65歲以上設籍北市的長者裝全口假牙
台北市議員謝維洲多次在市議會質詢，要求市府補助65歲以上設籍北市的長者裝全口假牙，2016年11月10日台北市長柯文哲在議會回應，明年起動支第二預備金，補助55歲以上的低收及中低收入戶裝假牙，單顆或各樣態（含全口）的假牙都補助，試辦一年再觀察成效。

## 爭議事件

### 誤指北榮疏失
2015年5月15日，謝維洲與立法委員姚文智招開記者會，為一名與臺北榮總發生醫療糾紛的女子發聲「試管嬰變死胎 婦控北榮疏失」。傳出該醫師因此辭職，許多人紛紛舉證該醫師的醫術與醫德皆佳，網友向姚、謝二人抗議。北榮證實該醫師早有辭意，3月時就已提出辭呈，和該事件無關。但是姚、謝二人依然對自己未經仔細查證醫療糾紛的疏失，向該醫師致歉。

### 酒駕事件
2016年6月2日晚間，謝維洲自行開車返家，被台北市警局在濱江街臨檢站查獲酒後駕車，酒測值0.36毫克，被依《中華民國刑法》公共危險罪嫌移送台北地檢署法辦。考量為初犯且頗有悔意，台北地檢署在6月13日給予緩起訴處分，需繳交新台幣5萬元給國庫。

### 沉迷運彩
2016年12月27日晚，網路媒體《上報》報導，謝維洲沈迷台灣運動彩券，大肆豪賭，累積欠款達新台幣千萬元。謝維洲此前常出現在士林、北投一帶的運彩簽注站，在當上議員後簽注額度更是大增，才會欠下高額債款，甚至還動用臺北富邦銀行提供給臺北市議員的低利貸款2百萬元還債，但仍不足。謝系子弟兵不少人知悉此事，私下議論，並稱謝長廷夫人游芳枝在2016年8月自日本專程返台是為了代謝維洲清理欠款。謝維洲解釋稱他確實有向外界借貸，但是只是要償還競選時積欠的活動經費；他也確實有簽注運動彩券，但只是偶爾投注一下官方的合法運動彩券，閒時怡情，絕對無因此積欠任何債務，游芳枝返臺是探視受傷的姐姐。不同黨籍的議員鍾小平為他抱屈，認為這是有心人士試圖攻擊謝長廷的政治抹黑 。謝長廷本人亦發出聲明，游芳枝匆促返臺是為了照顧受傷昏迷的長女謝維芬；謝維洲雖無積欠賭債，但頻繁簽注運彩導致遭人攻擊，應嚴以律己，不要再因此事對外發言 。

### 被誣指闖紅燈
2021年9月5日，媒體《蘋果日報》報導，多年前某年輕男子開賓士闖紅燈，員警攔停後駕駛多次詢問員警「你知不知道我爸是誰？」，事後副分局長致電員警關切「你不知道他爸是行政院院長啊？你還開他罰單？」，員警隔日收2支申誡，理由為態度不佳。文中提到「懷念那二支申誡，不知遠在日本的謝先生，是否收到我深深地思念」，暗指現任駐日代表、前行政院院長謝長廷。作者條子鴿於臉書粉絲專頁回應網友留言指稱小夫（謝長廷暱稱），作者亦無否認。謝長廷與張維洲於同日皆回應此事為假新聞北市警察局指出，經查該名退休警察姓酈，2007年調到北市警局服務，但謝長廷是2005年到2006年擔任行政院長，時間點有誤，也沒有因執勤態度不佳而受懲處紀錄；萬華警分局則表示，條子鴿現已退休，相關言論不予評論；謝長廷秘書林延鳳則表示謝家中根本沒有賓士車，事件敘述亦不符警察行政程序。

## 選舉紀錄
| 年度 | 選舉屆數               | 選舉區           | 所屬政黨   | 得票數 | 得票率 | 當選標記 | 備註 |
| ---- | ---------------------- | ---------------- | ---------- | ------ | ------ | -------- | ---- |
| 2014 | 第十二屆臺北市議員選舉 | 臺北市第一選舉區 | 民主進步黨 | 21,687 | 7.09%  |          |      |
| 2018 | 第十三屆臺北市議員選舉 | 臺北市第一選舉區 | 民主進步黨 | 12,272 | 4.38%  |          |      |